# Kateřina Čechová
Kateřina Čechová (* 21. března 1988, Brno) je česká atletka, sprinterka závodící za PSK Olymp Praha. Jejím největším úspěchem je bronzová medaile, kterou získala v roce 2007 na juniorském mistrovství Evropy v nizozemském Hengelu v závodě na 100 metrů.
S atletikou začínala v Brně, jejím prvním trenérem byl Petr Punčochář, později přešla do PSK Olymp Praha, kde je jejím trenérem Luděk Svoboda. V roce 2009 na mistrovství Evropy do 23 let v litevském Kaunasu ji těsně unikla finálová účast v závodě na 100 metrů, když v semifinále skončila na celkovém devátém, prvním nepostupujícím místě. Na Mistrovství Evropy v atletice 2010 v Barceloně skončila v rozběhu. 12. února 2011 zaběhla na halovém mítinku ve Vídni šedesátku v čase 7,33 s, čímž splnila limit pro halové mistrovství Evropy, které se uskutečnilo v Paříži. Zde se umístila na celkovém 17. místě časem 7,42 s.
Dne 16. února 2013 vylepšila 17 let starý národní halový rekord v běhu na 60 metrů časem 7,24.  Kvalifikovala se také v běhu na 100 m na Mistrovství světa v atletice v Moskvě.

## Osobní rekordy
- 60 metrů - 7,24 s (NR, 2013)
- 100 metrů - 11,32 s (2012)
- 200 metrů - 23,40 s (2013)